# Servant Girl Annihilator
Als Servant Girl Annihilator wurde ein Serienmörder in Austin, Texas, bezeichnet, dem in der Zeit von Dezember 1884 bis Dezember 1885 mindestens acht Morde zugeordnet werden. Er wurde nie identifiziert.
Ursprünglich wurden die Morde als Servant Girl Murders bezeichnet, jedoch hat sich die Bezeichnung Servant Girl Annihilator des Schriftstellers O. Henry durchgesetzt. Sie waren einer der ersten Serienmorde der USA und fanden 3 Jahre vor den Morden des Jack the Ripper statt.

## Opfer
- Mollie Smith, 25, wurde in der Nacht des 30. Dezember 1884 ermordet. Walter Spencer wurde schwer verletzt.[4]
- Clara Strand und Christine Martenson, zwei schwedische Dienstmädchen, wurden in der Nacht des 19. März 1885 schwer verletzt.[4]
- Eliza Shelly wurde in der Nacht des 6. Mai 1885 ermordet.[4]
- Irene Cross wurde von einem Mann in der Nacht des 22. Mai 1885 mit einem Messer ermordet.[4]
- Clara Dick wurde im August 1885 schwer verletzt.[4]
- Mary Ramey, 11, wurde in der Nacht des 30. August 1885 ermordet. Ihre Mutter, Rebecca Ramey, wurde schwer verletzt.[4]
- Gracie Vance wurde in der Nacht des 28. September 1885 ermordet.
- Orange Washington wurde während eines Angriffs auf Gracie Vance ermordet. Lucinda Boddy und Patsey Gibson wurden schwer verletzt.[4]
- Susan Hancock wurde in der Nacht des 24. Dezember 1885 ermordet.[4]
- Eula Phillips wurde in der Nacht des 24. Dezember 1885 ermordet. Ihr Ehemann, James Phillips, wurde schwer verletzt.[4]

## Ermittlungen
Die New York Times titelte am 26. Dezember 1885, dass es in einem Jahr mehr als 400 Festnahmen gab, aber keiner der Verdächtigen die Tat gestand. Der einzige, der verurteilt wurde, war James Phillips, der Ehemann des letzten Opfers. James Phillips wurde vorgeworfen, er habe seine Frau ermordet. Das Urteil wurde später wieder aufgehoben.
Als verdächtig galt unter anderem ein Koch aus Malaysia, der Maurice hieß und in der Nähe der Tatorte arbeitete. Als er die USA im Januar 1886 verließ, hörten auch die Morde auf.
Da in der Nähe einiger Tatorte Hunde gehalten wurden, diese aber nie auf den Mörder reagierten, glaubten die afrikanische Gemeinde und die Anhänger des Voodoo-Kults, dass der Mörder ein weißer Mann sei, der die Fähigkeit hatte, in der Nacht unsichtbar zu werden.
Laut dem Texas Monthly gaben damals verschiedene Personen an, den Mörder gesehen zu haben. Einige beschrieben den Mörder als Weißen, andere als Schwarzen. Andere behaupteten, der Mörder habe einen Komplizen gehabt. Aufgrund der Widersprüchlichkeit ging man diesen Hinweisen nicht nach.
Die Morde hörten erst auf, als die Polizei eine Belohnung für Hinweise aussetzte und Bürgerwehren jeden Abend die Straßen sicherten.

## Nathan Elgin
Am 15. Juli 2014 strahlte PBS eine Folge von History Detectives aus, in dem der Mordfall behandelt wurde. Anhand eines Profilers und einem Algorithmus, der berechnete, wo der Mörder am wahrscheinlichsten wohnen könnte, kam man zum Ergebnis, dass der Mörder der 19-Jährige afroamerikanische Koch Nathan Elgin sei. Gestützt wurde diese Theorie auch dadurch, dass Elgin einen Klumpfuß hatte und genau solche Fußabdrücke an mehreren Tatorten gefunden wurden. Im Februar 1886 wurde Elgin von der Polizei erschossen, weil er eine Frau mit einem Messer attackiert hatte. Anschließend hörten auch die Morde auf.